# Royal Rumble
Royal Rumble er et pay-per-view-show inden for wrestling produceret af World Wrestling Entertainment. Det er ét af organisationens månedlige shows og er blevet afholdt i januar siden 1988. Showets main event er hvert år en speciel battle royal kaldet Royal Rumble match, hvor 30 wrestlere kæmper i én ring. Alle 30 wrestlere trækker et nummer backstage, og de, der har trukket numrene 1 og 2, starter kampen. Derefter kommer en ny wrestler ind efter 90 sekunder i den rækkefølge som numrene, de har trukket, angiver. Det er derfor en kæmpe fordel at trække et højt nummer.
Royal Rumble er ét af WWE's "fire store" pay-per-view-shows sammen med WrestleMania, SummerSlam og Survivor Series, og det er også ét af de mest populære. Sædvanligvis er Royal Rumble det andetmest solgte pay-per-view-show efter WrestleMania, dog til knap halvt så mange husstande. Den første udgave af Royal Rumble blev vist på amerikansk tv i 1988, men allerede året efter blev showet til et fast pay-per-view-show. 
I 2011 blev antallet af deltagere i showets Royal Rumble match ændret til 40 wrestlere, men allerede året efter vendte WWE tilbage til de traditionelle 30 deltagere. 

## Kæmper om VM-titelkamp og main event
Siden 1993 har vinderen af den traditionsrige Royal Rumble match fået en VM-titelkamp ved den efterfølgende WrestleMania. Mellem 2002 og 2013, hvor WWE opererede to VM-titler (WWE Championship og WWE's World Heavyweight Championship), har vinderen kunne vælge, hvilken verdensmester han ville udfordre. 
Ifølge WWE bliver vinderen af den årlige Royal Rumble match også inkluderet i aftenens prestigefyldte main event ved WrestleMania, men særligt efter WWE begyndte at operere med to VM-titler, er den praksis nærmest forsvundet. Allerede i 1995 blev Shawn Michaels' VM-titelkamp mod Diesel programsat tidligere på aftenen. Steve Austins og Vince McMahons kontroversielle sejre i henholdsvis i 1997 og 1999 blev heller ikke belønnet med en main event. I perioden mellem 2000 og 2005 var WWE dog konsekvente i at give både en VM-titelkamp og en main event til Royal Rumble-vinderen, og derudover lykkedes det hovedparten at vinde VM-titlen ved WrestleMania (med The Rock som eneste undtagelse i 2000). Siden 2006 har den eneste main event med en Royal Rumble-vinder været Randy Orton, der tabte sin VM-titelkamp til Triple H i 2009 i en ifølge mange kritikere skuffende afslutning på WrestleMania XXV. 

## Resultater

### 2003
- Se Royal Rumble (2003)

### 2004
- Se Royal Rumble (2004)

### 2005
- Se Royal Rumble (2005)

### 2006
- Se Royal Rumble (2006)

### 2007
- Se Royal Rumble (2007)

### 2008
- Se Royal Rumble (2008)

### 2009
Royal Rumble 2009 fandt sted d. 25. januar 2009 fra Joe Louis Arena i Detroit, Michigan.
- ECW Championship: Jack Swagger besejrede Matt Hardy
- WWE Women's Championship: Melina besejrede Beth Phoenix (med Santino Marella)
- World Heavyweight Championship: John Cena besejrede John "Bradshaw" Layfield (med Shawn Michaels)
- WWE Championship: Edge (med Chavo Guerrero) besejrede Jeff Hardy i en no disqualification match
  - Matt Hardy kom op i ringen og slog sin bror Jeff Hardy med en stol
  - Edge var kort efter i stand til at vinde VM-titlen fra Jeff Hardy
- Royal Rumble match: Randy Orton vandt efter at have elimineret Triple H til sidst
  - Randy Orton vandt dermed retten til en VM-titelkamp ved WrestleMania XXV.

### 2010
Royal Rumble 2010 fandt sted d. 31. januar 2010 fra Philips Arena i Atlanta, Georgia.
- ECW Championship: Christian besejrede Ezekiel Jackson
- WWE United States Championship: The Miz besejrede Montel Vontavious Porter
- WWE Championship: Sheamus besejrede Randy Orton via diskvalifikation
- WWE Women's Championship: Mickie James besejrede Michelle McCool
- WWE World Heavyweight Championship: The Undertaker besejrede Rey Mysterio
- Edge vandt årets Royal Rumble match ved at eliminere John Cena til sidst
  - Edge vendte tilbage til WWE efter flere måneders skadespause og vandt rettigheden til en VM-titelkamp ved WrestleMania XXVI.

### 2011
Royal Rumble 2011 fandt sted d. 30. januar 2011 fra TD Garden i Boston, Massachusetts. Det var den første og hidtil eneste Royal Rumble match med 40 deltagere.
- WWE World Heavyweight Championship: Edge besejrede Dolph Ziggler (med Vickie Guerrero)
- WWE Championship: The Miz (med Alex Riley) besejrede Randy Orton
- WWE Divas Championship: Eve besejrede Natalya, Layla og Michelle McCool i en fatal four-way match
- Alberto Del Rio vandt årets Royal Rumble match ved at eliminere Santino Marella til sidst

### 2012
Royal Rumble 2012 fandt sted d. 29. januar 2012 fra Scottrade Center i St. Louis, Missouri.
- WWE World Heavyweight Championship: Daniel Bryan besejrede Mark Henry og Big Show i en triple threat steel cage match
- The Divas of Doom (Beth Phoenix og Natalya) og The Bella Twins besejrede Kelly Kelly, Eve Torres, Alicia Fox og Tamina i en eight-diva tag team match
- John Cena kæmpede uafgjort (no contest) mod Kane
- Brodus Clay (med Cameron og Naomi) besejrede Drew McIntyre
- WWE Championship: CM Punk besejrede Dolph Ziggler
- Sheamus vandt årets Royal Rumble match ved at eliminere Chris Jericho til sidst

## Tidligere Royal Rumble-vindere
| År   | Vinder              | Deltagernummer |
| ---- | ------------------- | -------------- |
| 1988 | Hacksaw Jim Duggan  | 13             |
| 1989 | Big John Studd      | 27             |
| 1990 | Hulk Hogan          | 25             |
| 1991 | Hulk Hogan          | 24             |
| 1992 | Ric Flair           | 3              |
| 1993 | Yokozuna            | 27             |
| 1994 | Bret Hart Lex Luger | 27 23          |
| 1995 | Shawn Michaels      | 1              |
| 1996 | Shawn Michaels      | 18             |
| 1997 | Steve Austin        | 5              |
| 1998 | Steve Austin        | 24             |
| 1999 | Vince McMahon       | 2              |
| 2000 | The Rock            | 24             |
| 2001 | Steve Austin        | 27             |
| 2002 | Triple H            | 22             |
| 2003 | Brock Lesnar        | 29             |
| 2004 | Chris Benoit        | 1              |
| 2005 | Batista             | 28             |
| 2006 | Rey Mysterio        | 2              |
| 2007 | The Undertaker      | 30             |
| 2008 | John Cena           | 30             |
| 2009 | Randy Orton         | 8              |
| 2010 | Edge                | 29             |
| 2011 | Alberto Del Rio     | 38             |
| 2012 | Sheamus             | 22             |
| 2013 | John Cena           | 19             |
| 2014 | Batista             | 28             |
| 2015 | Roman Reigns        | 19             |
| 2016 | Triple H            | 30             |
| 2017 | Randy Orton         | 23             |
| 2018 | Shinsuke Nakamura   | 14             |

## Rekorder og statistik
Flest sejre: 3, Steve Austin (1997, 1998, 2001)
Længst tid i ringen: Rey Mysterio (1 time, 2 min og 15 sek.), 2006
Kortest tid i ringen: Santino Marella (1 sekund), 2009
Længste kamp: 2002 (1 time, 9 min og 23 sek.)
Korteste kamp: 1988 ( 33 minutter)
Flest rumbles i træk: 13, Kane (1999-2011)
Flest rumbles i alt: 16, Kane
Flest optrædener i én rumble: 3, Mick Foley (1998)
Flest elimineringer i alt: 42, Kane
Flest elimineringer i én rumble: Roman Reigns, 12 (2014)
Færrest elimineringer af en vinder: 1, Vince McMahon (1999), 1, Randy Orton (2017)
2 sejre i træk: Hulk Hogan (1990, 1991), Shawn Michaels (1995, 1996) og
Steve Austin (1997,1998)
Kortest tid i ringen til at vinde: Edge. I 2010 skulle Edge kun bruge 7:16 minutter i ringen før han kunne erklæres som vinder, og slog dermed John Cena’s rekord fra 2008 på 8:23 minutter.
Korteste 30-mands Rumble: 1995. Kampen varede kun 38 minutter.
Wrestlere der har elimineret sig selv: 9 wrestlere har i tidens løb elimineret sig selv fra Rumble matchen. Blandt andre: Andre The Giant (1989), Farooq (1997), Kane (1999), Drew Carey (2001), Mick Foley (2004), Montel Vontavious Porter (2010)
Kvinder i Rumble Matchen: I 1999 blev Chyna den første kvinde der deltog i Rumble kampen. I 2010 blev Beth Phoenix den anden. Og indtil videre er Kharma den tredje og sidste kvinde der deltog i en Royal Rumble. Dette skete i 2012.
Over en time i ringen: Kun 3 personer har tilbragt over en time i ringen. Det er: Bob Backlund i 1993, Chris Benoit i 2004 og Rey Mysterio i 2006.
Noter:
- Nummer 1 og 2 siges at være de uheldigste numre i Rumblen. Men både nummer 1 og 2 har faktisk vundet Rumblen 2 gange hver.

- Det uheldigste nummer er faktisk nummer 3. Nummer 3 er det nummer der er blevet elimineret som den første ved flest lejligheder, nemlig hele 13 gange ud af 26 Rumbles!

- Der har været 7 wrestlere der har vundet efter at have trukket et ét cifret nummer.

- Det heldigste nummer er nummer 27 (Nummer 27 har vundet 4 gange.)

- Den første Royal Rumble i 1988 bestod kun af 20 mand. Det blev ændret til 30 året efter.

- Bret Hart og Lex Luger ramte gulvet på præcis samme tid i 1994, og blev begge

erklæret som vindere af Rumblen.
- Steve Austin blev elimineret i 1997, men det så dommerne ikke, så Austin sneg sig tilbage i ringen og vandt.

- Big Show påstod at han vandt i 2000, eftersom The Rock’s fødder rørte gulvet før hans.

Det viste sig senere ved video-optagelser at han havde ret og fik derfor en WrestleMania titel kamp. The Rock står dog stadig som den officielle Rumble 2000 vinder.
- 1996 Kampen var den første hvor alle 30 wrestlere fik deres entrance musik spillet, når de kom til ringen. Før det, var det kun nummer 1 og 2, der fik deres musik spillet.

- I 2007 blev Undertaker den første med entry nummer 30 der vandt Rumblen.